# Sân vận động Wankdorf (1925)
Sân vận động Wankdorf (tiếng Đức: Wankdorfstadion) là một sân vận động bóng đá ở khu phố Wankdorf của Bern, Thụy Sĩ. Đây là sân nhà trước đây của câu lạc bộ bóng đá Thụy Sĩ BSC Young Boys. Sân được xây dựng vào năm 1925 như một sân vận động thuộc sở hữu của câu lạc bộ. Sân đã tổ chức một số trận đấu quan trọng, bao gồm các trận chung kết của Giải vô địch bóng đá thế giới 1954, Cúp C1 châu Âu 1960-61 và Cúp C2 châu Âu 1988-89. Stade de Suisse sau này được xây dựng trên vị trí của Wankdorf cũ.

## Giải vô địch bóng đá thế giới 1954
Sân vận động Wankdorf đã tổ chức năm trận đấu của Giải vô địch bóng đá thế giới 1954, bao gồm cả trận chung kết.

| Ngày                | Thời gian (UTC+01) | Đội #1  | Kết quả | Đội #2     | Vòng      | Khán giả |
| ------------------- | ------------------ | ------- | ------- | ---------- | --------- | -------- |
| 16 tháng 6 năm 1954 | 18:00              | Uruguay | 2–0     | Tiệp Khắc  | Bảng 3    | 20.500   |
| 17 tháng 6 năm 1954 | 18:00              | Tây Đức | 4–1     | Thổ Nhĩ Kỳ | Bảng 2    | 28.000   |
| 20 tháng 6 năm 1954 | 17:10              | Anh     | 2–0     | Thụy Sĩ    | Bảng 4    | 43.119   |
| 27 tháng 6 năm 1954 | 17:00              | Hungary | 4–2     | Brasil     | Tứ kết    | 40.000   |
| 4 tháng 7 năm 1954  | 17:00              | Tây Đức | 3–2     | Hungary    | Chung kết | 62.500   |